# هوپتون، ویکتوریا
هوپتون (به انگلیسی: Hopetoun) یک شهرک در استرالیا است که در ویکتوریا (استرالیا) واقع شده‌است.